# エリートレジデンス
エリートレジデンス（英語: Elite Residence）は、アラブ首長国連邦ドバイのドバイマリーナ地区のヤシのような外観をしている人工島パーム・ジュメイラにある超高層建築物。高さ380.5メートル (1,248 ft)、地上87階建て。91のフロアのうち、76フロアは居住スペースにあてられ、残りの15フロアにはスイミングプール、温泉、受付エリア、健康クラブ、ビジネスセンター、ジムが含まれる。695の居室と12のエレベーターを擁する。2012年に竣工した
。
超高層マンションとしては、同じくドバイに所在するプリンセス・タワー、23マリーナに次いで世界で3番目の高さを誇る。2012年1月より引渡しが開始された。

## 脚註
1. 1 2 3  “Elite Residence”.   Emporis.com. 2007年9月26日閲覧。
2. 1 2  CTBUH. “Elite Residence Facts | CTBUH Skyscraper Database”.  25.08962 55.14785:  Buildingdb.ctbuh.org. 2012年8月21日閲覧。
3. ↑  “Elite Residence”.   Tameer.net. 2007年9月26日閲覧。
4. ↑  “Tameer Holding unveils the new 1 billion Dhs Tower 'Elite Residence' in Dubai Marina”.   Tameer Holding. 2007年9月26日閲覧。
5. ↑  “Elite Residence, Dubai”.   SkyscraperPage.com. 2012年8月21日閲覧。
6. ↑  Your name:. “Dubai home to 4 tallest residential towers”.   Emirates 24/7. 2012年8月21日閲覧。